# 受胎告知 (ボッティチェッリ、ニューヨーク)
『受胎告知』（じゅたいこくち、伊: Annunciazione）は、イタリアのルネサンス期の巨匠、サンドロ・ボッティチェッリが1485–1492年ごろに制作した受胎告知の小品である。 現在、ニューヨークのメトロポリタン美術館に所蔵されている。メトロポリタン美術館は、本作が祭壇画の主要場面の下にある一連のプレデッラ（裾絵）中の一点としてではなく、私的な献身用の単一の作品として描かれたと信じている。
この作品は、17世紀にローマのバルベリーニ家のコレクションにあったことが知られており、後に1969年にメトロポリタン美術館に寄贈されたロバート・リーマン・コレクションの一部となった。
ボッティチェッリはまた、サンタ・マリア・マッダレーナデイ・パッツィ教会の『チェステッロの受胎告知』（ウフィツィ美術館所蔵）と、フィレンツェのサン・バルナバ教会のための『受胎告知』（スコットランドのグラスゴーにあるケルビングローブ美術館・博物館所蔵）も描いた。

## ボッティチェッリの受胎告知

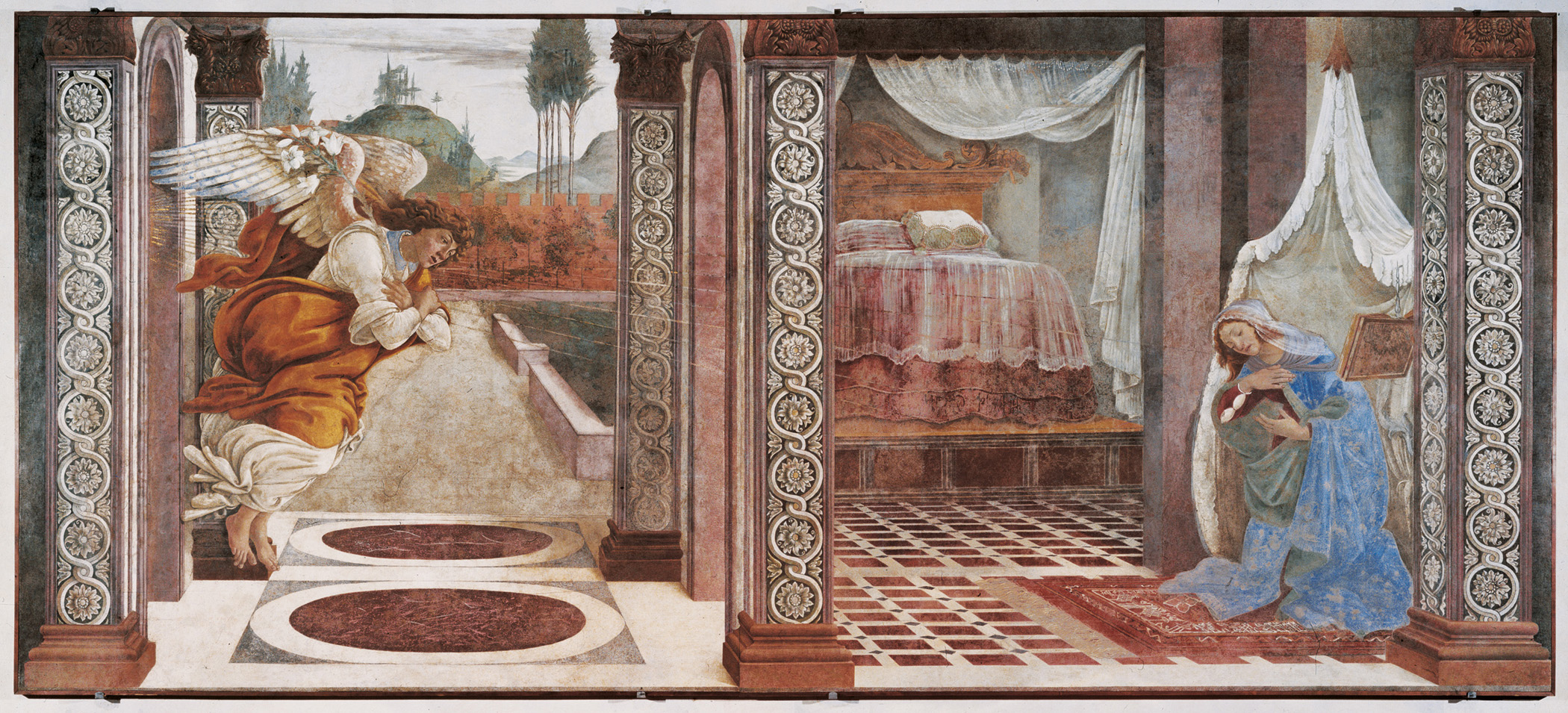
『受胎告知』1481年 ウフィツィ美術館
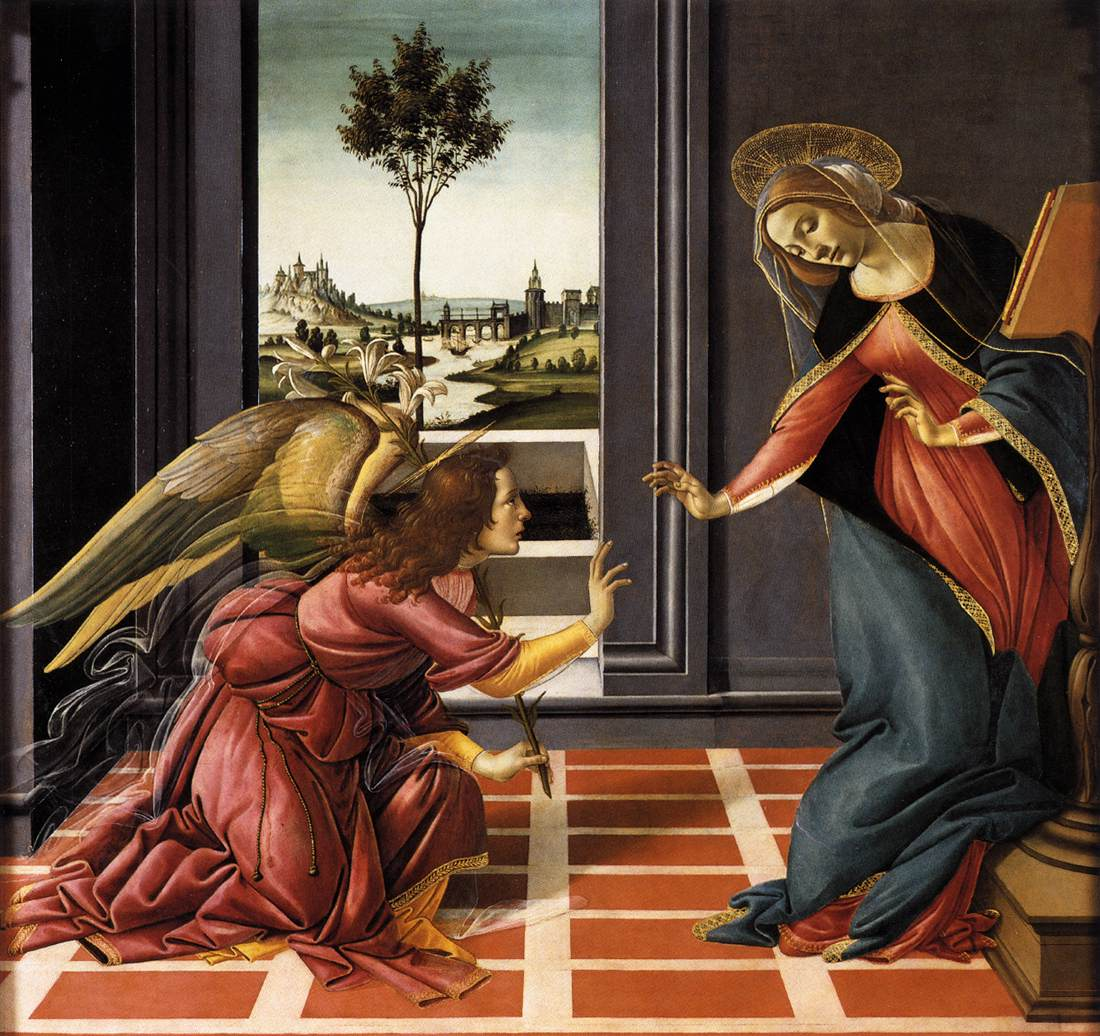
『受胎告知』1489年 ウフィツィ美術館
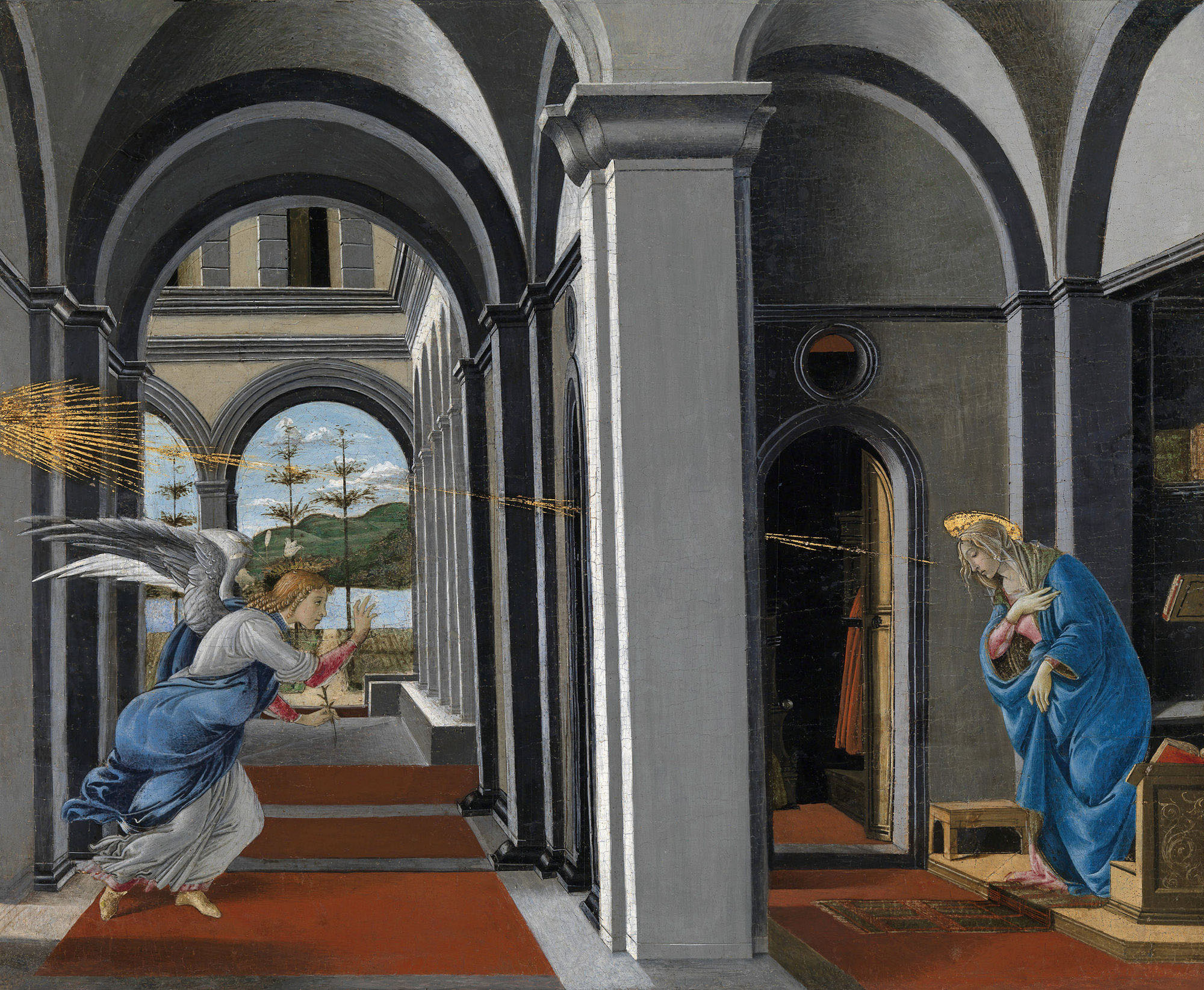
『受胎告知』1495年-1500年 ケルビングローブ美術館・博物館